# Bart van Poppel
Bart van Poppel (* 1956) ist ein niederländischer Musiker und Musikproduzent. Er beherrscht einige Instrumente, insbesondere Gitarre, Bassgitarre, Klavier und Mundharmonika.
Als Musiker war seit den 1980er-Jahren Mitglied bei Loïs Lane, Shine, Tambourine, Kaz Lux Band und war 2013 Mitbegründer der The Analogues, einem Großprojekt, bei dem eine Gruppe von Musikern die späteren Werke der Beatles live aufführen.
Er arbeitete unter anderem mit JP den Tex, René van Barneveld, Adrian Borland und Felix Maginn zusammen und schrieb in seiner Funktion als Produzent auch Musik für Werbespots.

## Solex Ahoy
Bart van Poppel ist der Lebensgefährte von Elisabeth Esselink. Ab 2008 unternahmen beide Bootspartien durch die Provinzen der Niederlande.

“He is much more technical than I am. I thought he can be the captain of the ship and the technical part – he can make sure the recording go well – and I can just do the creative side of the project. That’s what happened.”

„Er ist technischer als ich. Ich dachte er könnte der Captain des Schiffes sein, sicherstellen, das die Aufnahmen gut würden und ich könnte den kreativen Teil des Projekts übernehmen. Das passierte dann auch.“

2013 wurden dann die Ergebnisse dieser Tour als Solex Ahoy! The Sound Map of the Netherlands veröffentlicht.

## Amsterdam Tapes
Am 4. Juni 2006 war er an einem niederländischen Event beteiligt, das zu Ehren von Adrian Borland im Paradiso (Amsterdam) stattfand und das (im gleichen Jahr postum veröffentlichte) Album The Amsterdam Tapes von Adrian Borland präsentierte, welches auf Aufnahmen von 1992 basiert.
Die Eventband an diesem Abend bildeten:
- Gitarre: Robin Berlijn
- Gitarre: Jac Bico (The Analogues)
- Bass: Bart van Poppel (The Analogues)
- Keyboards: Eddy Steeneken (Moke)
- Schlagzeug: Leon Klaasse (The Analogues)
- Background-Gesang: Elisabeth Esselink

Als Vertreter von Borland bei der männlichen Gesangsstimme wechselten sich Mark Burgess (The Chameleons), Felix Maginn (Moke), Simon Breed, Kevin Hewick, Maurits Westerik (GEM) und Carlo van Putten (The Convent, White Rose Transmission) ab.